# Salima El Ouali Alami
Salima Elouali Alami (sinh ngày 29 tháng 12 năm 1983) là một vận động viên người Maroc. Cô sinh ra ở Karia Ba Mohamed. Cô đã tham gia cuộc thi trượt dốc 3000 mét tại Thế vận hội Mùa hè 2012, xếp thứ 26 với thời gian 9: 44,62.